# Крячок намібійський
Крячок намібійський (Sternula balaenarum) — вид сивкоподібних птахів підродини крячкових (Sterninae) родини мартинових (Laridae).

## Поширення
В період розмноження трапляється вздовж узбережжя Намібії (87-93 % популяції гніздиться між річками Оранжева і Кунене), на південь до Капської провінції ПАР (65-148 пар) і на північ до Кабінди в Анголі, де налічується менше 190 пар. Поза сезоном розмноження мігрує на північ вздовж узбережжя Західної Африки. Його природне середовище існування — мілкі моря, піщані берегові лінії та солонуваті прибережні лагуни.

## Опис
Птах завдовжки до 23 см. У шлюбному оперенні доросла особина має чорну шапку, що тягнеться від чола до потилиці, і дуже блідо-сіру спину. Під час польоту є чорний трикутний кінчик крила, який тягнеться від зап'ястного суглоба до кінчика. У пошлюбному оперенні доросла особина має білий колір на лобі та тімені, а чорна маска проходить через очі та стикається з потилицею.

## Спосіб життя
Розмножується на гравію, скелястих рівнинах і дюнах на глибині до трьох кілометрів. Вона уникає зовнішніх пляжів, які часто відвідують хижаки. Поживу шукає в прибережних водах заток, лиманів, лагун, солончаків і в зоні прибою. Раціон складається в основному з дрібної риби і кальмарів. Сезон розмноження триває з кінця жовтня до середини листопада, але поодинокі кладки можуть бути навіть у лютому. Птахи утворюють колонії від однієї до десяти гніздових пар, іноді до 50. Гнізда розташовані на середній відстані від 57 до 185 м одне від одного. Кладка складається з одного яйця, рідше з двох. Інкубаційний період 18-22 дні. Молодняк оперяється через 20 днів. Після цього вони залежать від дорослих птахів ще протягом двох-п'яти місяців. У віці трьох-чотирьох років вперше розмножується.